# Cisterna d’Asti (Wein)

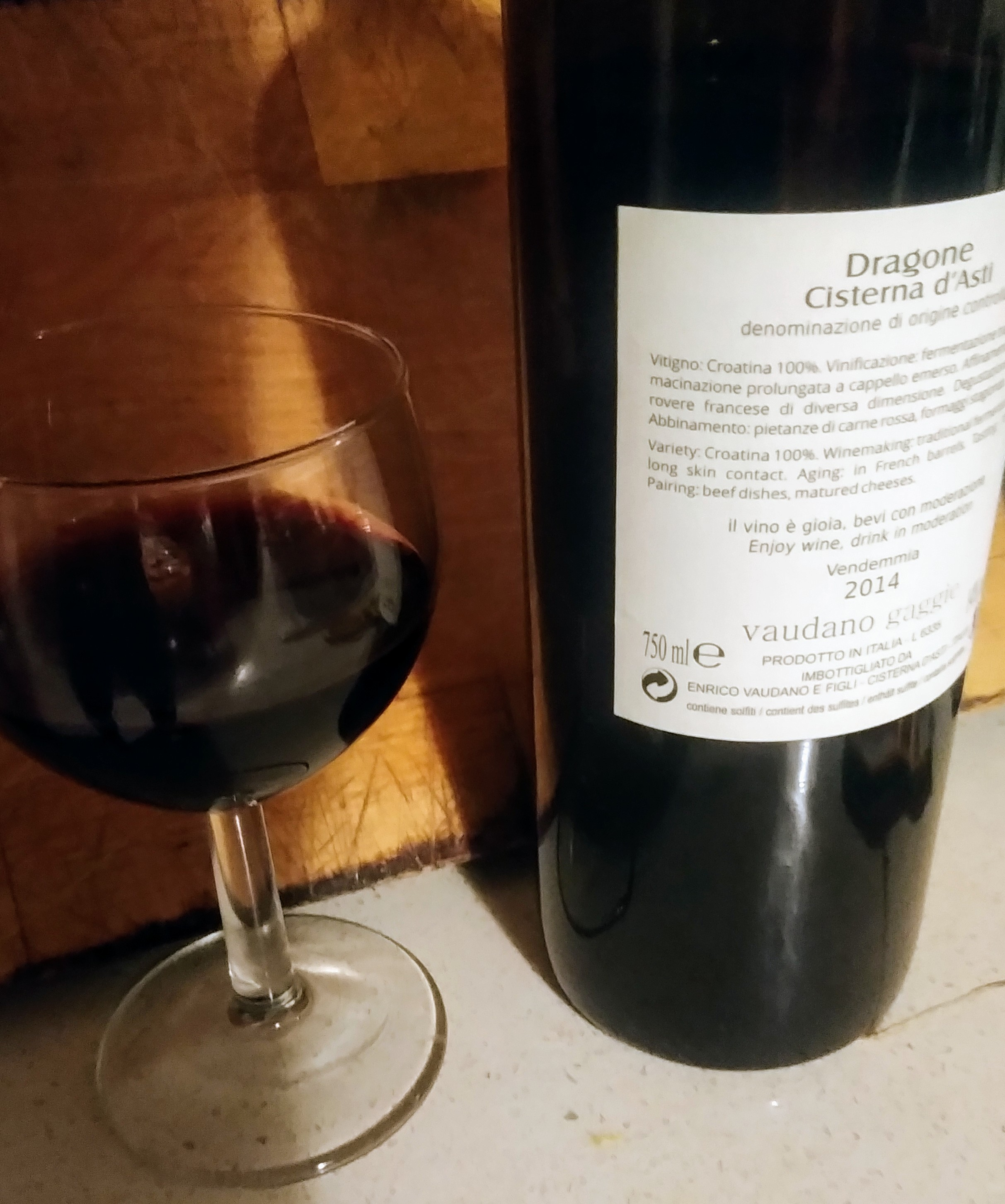
Cisterna d’Asti Jahrgang 2014

Unter dem Namen Cisterna d’Asti werden italienische Rotweine aus der Gegend um Asti im Piemont bezeichnet. Sie besitzen seit dem Jahr 2002 eine „kontrollierte Herkunftsbezeichnung“ (Denominazione di origine controllata – DOC), die zuletzt am 7. März 2014 aktualisiert wurde.

## Anbaugebiet
Das Weinbaugebiet für die Erzeugung von Qualitätswein ist sehr klein.
Der Anbau ist in folgenden Gemeinden zugelassen:
- in der Provinz Asti: Antignano, Cantarana, Cisterna d’Asti, Ferrere, San Damiano d’Asti und San Martino Alfieri
- in der Provinz Cuneo: Canale, Castellinaldo, Govone, Montà, Monteu Roero, Santo Stefano Roero und Vezza d’Alba.

## Erzeugung
Es werden Rotweine mit der Bezeichnung „Cisterna d’Asti“ (auch als Superiore) hergestellt. Folgende Rebsorten sind für die Erzeugung vorgeschrieben: mindestens 80 % Croatina und höchstens 20 % rote Rebsorten (einzeln oder gemeinsam), die für den Anbau im Piemont zugelassen sind.
Im Jahr 2019 sind von 12 Erzeugern insgesamt 426 hl dieser Denomination produziert worden.

## Beschreibung
Laut Produktionsvorschriften:
- Farbe: intensives rubinrot
- Geruch: intensiv, fruchtig, charakteristisch
- Geschmack: weinig, zart und harmonisch, bisweilen lebhaft
- Alkoholgehalt: mindestens 11,5 Vol.-%; für Superiore mindestens 12,0 Vol.-%
- Säuregehalt: mind. 4,5 g/l
- Trockenextrakt: mind. 20,0 g/l; für Superiore mind. 22 g/l